# Giancarlo Guerrero
Giancarlo Guerrero (Nicaragua, 14 de marzo de 1969) es un director de orquesta nacionalizado costarricense y residente en Estados Unidos, donde dirige la Orquesta Sinfónica de Nashville en Tennessee. Fue director asociado de la Orquesta de Minnesota y el director musical de la Sinfónica Eugene. Ha ganado seis Premio Grammys.

## Vida
Nació en Managua, Nicaragua. Emigró a Costa Rica, donde se integró a la Sinfónica Juvenil de Costa Rica y más tarde a la Orquesta Sinfónica Nacional de Costa Rica. Viajó a Estados Unidos para continuar sus estudios musicales, se graduó en la Universidad Baylor en 1991 y obtuvo una maestría en la Universidad del Noroeste.
Reside en Brentwood, Tennessee, un suburbio de Nashville, con su mujer, Shirley, y sus dos hijas.

## Carrera
Fue director musical de la Orquesta Sinfónica Táchira de Venezuela de 1999 a 2004, año en el que se asoció a la Orquesta de Minnesota, donde debutó en el estreno mundial de la obra de John Corigliano, Los fantasmas de Versalles. Fue director de música de la Orquesta Sinfónica Eugene de 2001 a 2008. En 2009 fue nombrado director de la Orquesta Sinfónica de Nashville. Es también director huésped de la Orquesta Gulbenkian de Lisboa. Fue director musical de la Filarmónica de Breslavia en el Foro Nacional de Música. De 2011 a 2016 fue el principal director invitado de la Orquesta de Cleveland residente en Miami.
Ha aparecido con orquestas norteamericanas importantes, entre ellas las Orquestas Sinfónicas de Baltimore, Boston, Cincinnati, Dallas, Detroit, Houston, Indianápolis, Milwaukee, Filadelfia, San Diego, Seattle, Toronto, Vancouver, y la Orquesta Sinfónica Nacional de Estados Unidos en Washington D. C.; así como en varios festivales de verano importantes, incluyendo la Filarmónica de Los Ángeles en el Hollywood Bowl, Orquesta de Cleveland en Blossom Festival de Música, e Indiana festival de orquesta de verano Universitario. Ha trabajado con el Hr-Sinfonieorchester, Filarmónica de Bruselas, Deutsche Radio Philharmonie Saarbrücken Kaiserslautern, Filarmónica de Radio Francia, Filarmónica de los Países Bajos, Orquesta de la Residencia de La Haya, y la Filarmónica de Londres, así como la Sinfónica de Queensland y la Sinfónica de Sídney en Australia. Guerrero condujo producciones nuevas de Carmen, La bohème y Rigoletto para la Compañía Lírica Nacional de Costa Rica. En febrero de 2008 dirigió Ainadamar de Osvaldo Golijov en el Festival de Adelaida.
En junio de 2004, recibió el premio Helen M. Thompson de la Liga de Orquestas de Estados Unidos, que reconoce logros excepcionales entre los directores jóvenes en Estados Unidos.

## Premios y reconocimientos
Ganó seis premios Grammy en su carrera:
- 2011: Grammy a la mejor interpretación orquestal por el disco Daugherty: Metropolis Symphony; Deus ex Machina.
- 2012: Grammy al mejor solista instrumental clásico por Schwantner: Concierto para orquesta y percusión (con la Sinfónica de Nashville y Christopher Lamb como solista).
- 2015: Grammy al mejor compendio clásico por Paulus: Tres Sitios De Ilustración; Velo De Lágrimas & Concierto Magnífico (con la Sinfónica de Nashville).
- 2016: Grammy al mejor compendio clásico y Grammy al mejor solista instrumental clásico por Daugherty: Tales of Hemingway (con la Sinfónica de Nashville y Zuill Bailey como solista).
- 2017: Grammy al mejor compendio clásico para Higdon: All Things Majestic, Viola Concerto & Oboe Concerto (con la Sinfónica de Nashville).